# Little Presque Isle (rivière)
Pour les articles homonymes, voir Presque Isle.
La rivière Little Presque Isle (en anglais :Little Presque Isle River) est un cours d'eau qui coule dans les comtés de Gogebic situé dans la péninsule supérieure du Michigan aux États-Unis. Elle est un affluent de la rivière Presque Isle.

## Géographie
La rivière Little Presque Isle est un cours d'eau qui coule dans la péninsule supérieure du Michigan située dans l’État américain du Michigan. Le cours d'eau prend sa source à la limite de l'État voisin du Wisconsin puis se dirige vers le Nord en direction de la rivière Presque Isle dans laquelle elle se jette. Son cours mesure approximativement 34,5 km de long. 

## Histoire
Le territoire de la rivière Little Presque Isle fut reconnu par l'explorateur français Étienne Brûlé et le père Jacques Marquette au début du XVIIe siècle. 